# トゥルネーのミサ
トゥルネーのミサ とは、14世紀のフランスの多声ミサ曲（群）である。トゥルネー大聖堂手稿本によって伝えられた。

## 背景
15世紀以前には、ミサ通常文によるミサ曲は詞章ごとに分類されていた。例えばイヴレア手稿とアプト手稿 Apt Codexはどちらもミサ曲複数を含んでいるが、これらのミサ曲はキリエはキリエごとに、グロリアはグロリアごとに、というようにグループ分けされている。礼拝音楽担当の聖職者が各グループから曲を選ぶ際には、いかなる構成も可能だった。トゥルネーのミサは通常文ミサ曲群を一連のものとして構成・記述した、知られる限り最古の例である。他には、トゥールーズ・ミサ、バルセロナ・ミサ、ソルボンヌ・ミサ（またはブザンソン・ミサ）などの13世紀~14世紀初頭に編纂されたミサ曲群がある。すべては作曲者不明だが、音楽学の知見からは、すべて複数の作曲者の作品を編纂したものだとされている。

## ミサ曲
トゥルネーのミサは6曲から成る。すべて3声部ポリフォニーである。
- キリエ　フランコ記譜法（まうかめ堂：フランコ式記譜法の解説）による。典型的中〜後期13世紀様式。
- グロリア　キリエよりも自由なリズム。アルス・ノヴァの特徴。終結部でホケトを多用。1325-1350頃か？
- クレド　単純な対位法様式。他の3つの写本にも載っていることから、有名な曲だったと思われる。
- サンクトゥス　キリエと同じくFranconianスタイル。
- アニュス・デイ　Franconian。
- Ite,Missa Estによるモテト　イヴレア手稿にも載っている。

曲ごとの様式、記譜法のさまざまなこと、一貫した構成（定旋律、パロディ・ミサのような）が認められないことから、トゥルネーのミサは、50年あるいはそれ以上にわたって独立に作曲された各曲を、後に一連のものとして演奏するために編纂し記述したものだろうと信じられている。通作された最初の例は、ギヨーム・ド・マショーのノートルダム・ミサ曲であるが、彼がトゥルネーのミサを知っていて、参考にしたことはあり得る。